# Young River (Neuseeland)
Der Young River ist ein Fluss in der Region Otago auf der Südinsel Neuseelands.

## Geographie
Der Young River entsteht aus dem Zusammenfluss des Young River North Branch und dem Young River South Branch.
- Young River North Branch, 13 km Länge, 44° 7′ 6″ S, 169° 2′ 32″ O
- Young River South Branch, 9,5 km Länge, 44° 8′ 33″ S, 169° 4′ 6″ O

Von seinem Entstehungsgebiet aus fließt der Fluss in östliche Richtung bis zu seiner Mündung in den Makarora River. Der Fluss besitzt eine Länge von rund 8 km.

### Young River North Branch
Der Young River North Branch entspringt an der östlichen Flanke des 2010 m hohen Mount Doris in den Neuseeländischen Alpen, von wo aus der Fluss zunächst in östliche, und dann nach dem Durchfluss durch einen nicht benannten See in südöstliche bis südsüdöstliche Richtung fließt. Nach insgesamt 13 Flusskilometern bildet der Young River North Branch zusammen mit dem Young River South Branch am Zusammenfluss den Young River.

### Young River South Branch
Der etwa 9,5 km lange Young River South Branch entspringt auf einer Höhe von 1480 m an der Ostflanke des 2192 m hohen Mount Awful und fließt von dort anfangs in südlicher, dann in östlicher Richtung bis zum Zusammenfluss mit dem Young River North Branch.

## Infrastruktur
Durch das Tal des Makarora River führt der New Zealand State Highway 6, an dem wenige Kilometer von der Mündung des Young River entfernt die Ortschaft Makarora liegt. Durch das Tal des Young River und des Young River South Branch führt der Wanderweg Gillespie Pass Circuit Track, welcher nahe der Quelle den gleichnamigen Pass überquert und zu einem Zufluss des Wilkin River führt.
Sowohl der Hauptfluss des Young River als auch die Branches sind Teil des Mount Aspiring National Park.